# I 3 Amigonauti
I 3 Amigonauti (3 Amigonauts) è una serie televisiva d'animazione canadese del 2017 creata da Kyle Marshall e diretta da Mike Geiger.
È stata trasmessa in Canada dal 5 agosto 2017 su YTV e in Italia dal 5 febbraio 2018 su Pop.

## Trama
Racconta le avventure spaziali di tre inseparabili amici: Kirbie, Herby e Burt e il loro camper parlante Woody. I tre amici frequentano la prestigiosa Accademia Spaziale e in ogni episodio si trovano coinvolti in esilaranti avventure, coinvolgendo il Preside, il colonnello Cork e gli allievi, in particolare Donnie, che riesce a essere pian piano accettato dai tre amici. Ne escono sempre vittoriosi grazie alla sensibilità di Kirbie, la "mente strategica" di Herby e la vulcanica simpatia di Burt.

## Personaggi
- Herby: la mente strategica, dall'Ego eccezionalmente smisurato. doppiato da Annick Obonsawin (originale) e Francesca Rinaldi (italiano)
- Kirbie: è l'unica femmina del gruppo. Con la sua sensibilità ed empatia, riesce a trovare il suo lato emotivo. doppiata da Julie Sype (originale) e Germana Savo (italiano).
- Burt: esplosivo e gioioso, una simpatica canaglia. È doppiato da Doug Hadders (originale) e Ivan Andreani (italiano).
- Donnie, doppiato da Cory Doran (originale) in italiano da Dario De Rosa.
- Preside, doppiato in italiano da Luca Ghillino.
- Professore Mybad, doppiato da Evan Taggert in originale e Emiliano Reggente in italiano.
- Woody, doppiato da Mac Heywood (1° voce, originale), Deven Christian Mack (2° voce, originale) e in italiano da Massimo Triggiani.
- Colonnello Cork, doppiato da Jesse Buck in originale e Alessandro Budroni in italiano.
- 'Betty Soo, è una cadetta-poliziotta con le sembianze di un gorilla viola con un vero fiuto da segugio. Nell'episodio In Due Si è Già In Tanti, si scopre che è figlia di due poliziotti anche loro. Doppiata da Stacey DePass (originale).

- Wendell, è un contadino che compare solo in tre episodi. Spesso parla con un pezzo di cacio e lo chiama Jerry. Doppiato da Craig Brown (originale) e Emanuele Coltellini (italiano)

- Comandante Evil, compare nel episodio Il Demonio Ha un Nome... Comandante Evil. Alla fine dell'episodio venne picchiato da Kirbie per contraffazione della bontà.
- Doug, Doppiato da Joe Pingue (originale)
- Gary, è un pidocchio-umanoide blu con braccia, gambe e labbra verdi. Come Herby e Burt, anche lui gli manca un dente e un monociglio. nonché doppiato da Luigi Morville nella versione italiana.
- Le Donnettes, sono le tre assistenti di Donnie. sono delle palle antropomorfe rosa con un'acconciatura diversa e parlano ugualmente. I loro nomi sono Trina, Melina e Tina.

## Episodi
1*Gli amici coraggiosi
2*Il panino gentile
3*Palla Burt
4*L'astronave sgargiante
5*Il Burt aspira tutto
6*Dì Ehhh...cciù
7*Attenzione A Kirbie!
8*Fiori per Dumples
9*Il Fast Food E Il Furioso
10*Le Amigonettes
11*Il Giorno Degli Hot Dog
12*Scuola Di Rock
13*Per Qualche Dumple In Più
14*Il Demonio ha un Nome... Comandante Evil
15*Allenamenti Pesanti
16*In Due Si È Già In Tanti
17*L'Unicraken
18*Piccolo Guastafeste
19*Volare Alla Velocità Dell'Amore
20*Ideale di Amicizia
21*Addio Al Braccio Di Ferro
22*Bugie A Gambe Corte
23*Disinnescare Il Pranzo
24*Notizie Dal Futuro
25*Occhiali Fasulli
26*L'Esplosione
27*Voto Truccato
28*La Colonia
29*Cattiva Educazione
30*Vip Maltrattati
31*L'invasione Dei Donnie Snacks
32*Metamorfosi
33*Gas Letale
34*Sai Parlare alle Rocce?
35*Neo-Tassisti
36*La Sfera Dell'Amicizia
37*Club Degli Esploratori
38*Amigonauti in Affitto
39*Pace, Amore e Malintesi
40*Ragazzino Irritabile
41*Che Il 4° Amigonauta Sia Con Te
42*Mancata Poliziotta
43*L'Alveare
44*Facce Buffe
45*Follie Al Campeggio
46*Caos Con La Luna Piena
47*Tappato La Bottiglia
48*Amigo Tv
49*In Spiaggia
50*Gira La Bottiglia
51*Darsela A Gambe
52*Corso Intensivo